# Figures de calidoscopi
Figures de calidoscopi és la primera novel·la de Ramon Solsona publicada l'any 1989. És una novel·la calidoscòpica en el sentit de que intenta plasmar en les pàgines del llibre els jocs de miralls i la fantasia de les figures que canvien contínuament en un calidoscopi, en aquest cas combinant, alternant, superposant, etc. diferents històries, presentades a vegades en desordre cronològic, amb la idea de sorprendre el lector o bé de posar-li un parany de la múltiple realitat.

## Argument de l'obra
La novel·la explica la història d'Isabel Corbella el dia que dona per tancat un dels capítols de la seva vida, en acabar la darrera jornada escolar. El fet de treure's per última vegada l'uniforme escolar es converteix en un ritual iniciàtic davant de les perspectives que es presenten per la resta de la seva vida. El calidoscopi que té a les mans dibuixa l'atzar de possibilitats diverses i la noia multiplica les expectatives de futur en una àmplia gamma de possibilitats i hipòtesis. Hi ha diferents Isabels superposades, però sempre es tracta de la mateixa Isabel Corbella davant d'un capriciós calidoscopi que no s'atura de reflectir escenes, imatges i alternatives de l'avenir.

## Sinopsi de la novel·la
| «                                    | ¿Seria ella la primera a tastar les delícies de l'amor? ¿Sota quines mans s'estremiren aquelles formes ja fetes? L'amor, la salut, la feina són fils amb què la vida va trenant biografies. Però sempre s'hi entremescla un fil invisible, un company de viatge enigmàtic: l'atzar. Aquesta és la novel·la de les petites casualitats, dels encontres fortuïts, dels noencontres, dels cops amagats que la roda de la fortuna reserva a Isabel Corbella, que als setze anys interroga l'avenir mentre es mira al mirall. Així, com una reflexió sobre l'atzar i sobre la naturalesa de les relacions humanes, Ramon Solsona ens presenta aquestes Figures de calidoscopi: una novel·la que sorprèn per l'habilitat amb què apareixen travats en una estructura sòlida i coherent tots els materials heterogenis, i que captiva per l'absoluta fluïdesa amb què l'autor maneja una gran diversitat de registres lingüístics i de recursos formals. | » |
| — Sinopsi de Figures de calidoscopi" | |   |

## Edició
- Ramon Solsona. Figures de calidoscopi (Rústega cosida). 5a.  Quadrens Crema, 1989, p. 312. ISBN 978-84-7727-035-5.[4][5]